# Tricondyloides
Tricondyloides es un género de escarabajos de la familia Cerambycidae.

## Especies
- Tricondyloides armatus Montrouzier, 1861
- Tricondyloides caledonicus Breuning, 1947
- Tricondyloides elongatus Breuning, 1939
- Tricondyloides humboldtianus Sudre & Mille, 2013
- Tricondyloides inermis Breuning, 1939
- Tricondyloides kouakouei Sudre & Vives, 2018
- Tricondyloides parinermis Breuning, 1978
- Tricondyloides persimilis Breuning, 1939
- Tricondyloides rugifrons Breuning, 1951
- Tricondyloides testaceus Sudre & Vives, 2018